# اریک تاکاباتکه
اریک تاکاباتکه (زاده ۹ ژانویه ۱۹۹۱)  جودوکار برزیلی است که توانست دو مدال طلا در وزن ۶۰ کیلوگرم مردان در مسابقات قهرمانی جودو پان آمریکا کسب نماید.
اریک در رده وزنی ۶۰ کیلوگرمی مردان در مسابقات جهانی جودو در سال ۲۰۱۴ که در چلیابینسک روسیه برگزار شد، شرکت نمود و در سومین مسابقه خود توسط بسلان مودرانوف از روسیه حذف شد.
اریک در مسابقات قهرمانی جودو پان امریکن سال ۲۰۲۰ در گوادالاخارا مکزیک، مدال طلای وزن ۶۰ کیلوگرم مردان را کسب کرد. 
اریک در سال ۲۰۲۱، در رده وزنی ۶۰ کیلوگرمی مردان، در مسابقات جهانی جودو واقع در دوحه قطر شرکت کرد.  او در مسابقات قهرمانی جودوی جهانی ۲۰۲۱ با میزبانی مجارستان (بوداپست)، توانست یکی از مدال‌های برنز را در رشته ترکیبی تیمی به دست آورد.
از افتخارات وی می‌توان به این اشاره نمود که نماینده برزیل در بازی‌های المپیک تابستانی ۲۰۲۰ در توکیو ژاپن بود.   اما متاسفانه در دومین مسابقه خود در وزن ۶۰ کیلوگرم مردان حذف شد. 